# Змеёво (аэропорт)
Змеёво — посадочная площадка (бывший аэропорт местных воздушных линий) вблизи города Тверь, место базирования авиакомпании Конверс Авиа (вертолёты Ми-2, Ми-8) и Вертикаль-Т.
До 1990-х годов был единственным пассажирским аэропортом города Калинин (Тверь). Отсюда выполнялись регулярные авиарейсы во многие населённые пункты Калининской (ныне Тверской) области. Ныне пассажирского авиасообщения внутри области нет. 
Вместе с этим, сегодня вертодром Тверь «Змеёво» - это единственный в Тверской области вертодром гражданской авиации. 
Авиакомпаниями Конверс Авиа и  Вертикаль-Т исключительно за счет собственных инвестиций была проделана  работа по восстановлению вертодрома  который теперь может принимать и отправлять вертолёты всех типов днём и ночью.
С 2011 года на вертодроме базируется авиация МЧС. Вместе с врачами санавиации ГБУЗ «Областной клинической больницы» сотрудники МЧС России посменно несут круглосуточное дежурство.
В марте 2019-го на вертодром прибыл новый вертолёт МИ-8 для нужд санитарной авиации региона. Поставка выполнена в рамках национального проекта «Здравоохранение», разработанного по инициативе Президента РФ. 
Главным оператором вертодрома является ООО "Аэропорт Змеево".http://zmeyovo-airport.ru
Вблизи Твери имеется ещё военный аэродром «Мигалово».

## Принимаемые типыВС
Л-410, Ан-28, Ан-2 и им подобные, а также вертолёты всех типов. На площадке базируются самолеты Ан-2, Як-12, Як-18, Як-52, Cessna 172. Классификационное число ВПП (PCN) 38/R/A/W/T.